# Джордж дю Мор'є
Джордж дю Мор'є (англ. George du Maurier; при народженні Джордж Луїс Палмелла Бюссон дю Мор'є, англ. George Louis Palmella Busson du Maurier; 6 березня 1834, Париж — 8 жовтня 1896, Лондон) — британський художник та письменник. Найбільш відомий за романом «Трільбі» (1894).

## Життєпис
Народився 6 березня 1834 року у Парижі в родині Луї Метьюрина Буссона дю Мор'є та Елен Кларк, дочки куртизанки Мері Енн Кларк. У 1850-х роках вивчав хімію в Лондоні, потім мистецтво в Парижі. Деякий час жив у Антверпені. З 1865 року співпрацював з журналом «Панч», малював карикатури для цього видання. Часткова втрата зору змусила його відмовитися від кар'єри художника. 1891 року він припинив співпрацю  з «Панчем». За підтримки свого друга Генрі Джеймса почав займатися літературою. З під його пера вийшло три романи з елементами фантастики, починаючи з 1896 року вони багато разів перевидавалися та були неодноразово екранізовані. Особливої популярності зазнав його роман «Трільбі» з центральним образом гіпнотизера Свенгалі (під впливом цього роману Гастон Леру написав свій роман «Привид Опери»). Також на сюжет роману «Трільбі» було написано однойменну оперу (1919, прем'єра у 1924) Олександра Юрасовського.
1878 року ілюструючи в «Панчі» новий винахід Томаса Едісона телефоноскоп, дю Мор'є практично зобразив майбутній телевізор та відеоконференцію.
1863 року одружився з Еммою Вайтвік. У подружжя народились п'ятеро дітей: Беатріс (1864—1913), Гай (1865—1915, офіцер, автор п'єси «Englishman's Home»), Сільвія (1866—1910), Марі-Луїза (1868—1925) та Джеральд (1873—1934, актор). В числі його онуків дочки Джеральда — письменниці Анджела дю Мор'є (1904—2002) та Дафна дю Мор'є (1907—1989), а також художниця Жанна дю Мор'є (1911—1997), та п'ятеро синів Сільвії, відомі тим, що стали прототипами персонажів повісті Джеймса Баррі «Пітер Пен».
Джордж дю Мор'є помер 8 жовтня 1896 року у Лондоні в 62-річному віці.

## Твори
- Пітер Іббетсон (1891).
- Трільбі (1894).
- Марсіанка (1897).

## В мистецтві
Джордж дю Мор'є та Генрі Джеймс стали персонажами романа «Автора, автора!» (2004) Девіда Лоджа.

## Екранізації
Найбільш відомі екранізації творів дю Мор'є — «Свенгалі» (1931) з Джоном Беррімором та Меріен Марш, та «Пітер Іббетсон» (1935) з Гері Купером та Енн Гардінг у головних ролях.